# センチメンタルプレリュード
『センチメンタルプレリュード』（Sentimental Prelude）は、2004年10月28日にインターチャネルより発売されたPlayStation 2用の恋愛アドベンチャーゲーム。略称は「センプレ」。脚本は大倉らいた。キャラクターデザインは甲斐智久。CEROレーティング15歳以上対象。

## 概要
元来『センチメンタルグラフティ』は、NECインターチャネルの多部田俊雄とゲーム制作会社マーカスの窪田正義による共同企画だった。しかし続編『センチメンタルグラフティ2』は窪田主導で製作されることとなり、その体制の下、多部田子飼いのライター大倉らいたが企画からパージされるなど、内ゲバの如き様相を示すこととなった。こうした内情はSTUDIO COMIX（大倉の公式サイト）内で暴露され、結果『2』に不満を抱くセンチファンの中に「『2』は正当なスタッフによる正当な続編ではない」という評価を生んだ。多部田はこうした状況を巧みに利用し、本作の制作発表会において「本当に作りたい物は自分で作らないと駄目だとわかりました（笑）」と発言。暗に『2』失敗の責任は窪田体制にあったことを匂わせ、本作こそが「本当に作りたい物」であることを宣言した。本作は「正当なスタッフによる正当な続編」「『2』を認めないセンチファンへのアンサー」としての側面を持ち、このプロデュース戦略に沿う形で大倉がライターとして復帰。舞台は『2』の流れを受けない『センチメンタルグラフティ』の2年前の神奈川県鎌倉市に設定され、修学旅行のエピソードにおいては、『センチ』のヒロインたちの出身地に行くことになり（ただし、同県横浜市出身の星野明日香のみハワイ）、彼女たちに出会うことで『センチ』へと繋がる前日譚的作品である。もちろんその声優陣も『センチ』同様の配役である(『2』では降板していた岡田純子を含む)。
製作発表は2000年冬のイベントにて行われたが、結局、発売まで4年の歳月をかけたことになる。ドリームキャスト版・Windows版も当初予定されたが、計画が頓挫する。また、ゲームに先行して行われたメール企画も結局うやむやのままになる。そういったこともあり、売上・評価・人気などすべての面において不振を極め、この本作を最後にセンチメンタルシリーズに終止符が打たれた。
ゲームシステム的には、恋愛シミュレーションの『センチメンタルグラフティ』とは大きく異なっており、『2』同様の恋愛アドベンチャーとなっている。

## 登場人物
仁科 あゆみ
声：堀江由衣
主人公と共にタイムカプセルを埋めた7人の幼なじみの一人。小学4年生の時、タイムカプセルを埋めたのを最後の思い出に、父親の転勤により海外へ転校するが、6年ぶりに鎌倉に戻り、湘凰学園に転入するところから物語が始まる。明るく社交的、常にみんなの中心にいるタイプで、空白の思い出を取り戻すために、さまざまな活動に主人公たちを巻き込んでいく。成績は仲間内でもっとも優秀で、スポーツも得意。声楽（カラオケ）、新体操、ウェイトレスのアルバイトなど多くの趣味を持つ。
篠原 さおり
声：松来未祐
7人の幼なじみの一人。他校にもファンがいるほどの美少女だが、大人しく引っ込み思案で、幼い頃から主人公を一途に想っている。料理など家庭的なことが得意。あゆみとは好対照な親友同士だが、ちょっとコンプレックスがある。犬が大好きで、飼っている犬は幼い頃に捨てられていたのを拾った。職業犬を育てるブリーダーに興味がある。
永瀬 藍子
声：今井麻美
7人の幼なじみの一人。男勝りで気が強く、サーフィンに命を掛けている。家庭の事情で心に傷を負っており、学園にはほとんど顔を出さず、当初は主人公たちとも疎遠になっているが、サーフィンに真摯に取り組む主人公を見て徐々に心を開いていく。日々、七里ヶ浜でサーフィンをしているか、ボードショップでアルバイトをしている。
二ノ宮 遥
声：浅野るり
主人公の同級生。マイペースで天然ボケな性格、趣味はひなたぼっこ。よく学園の中庭にあるビャクシンの木陰で昼寝をしており、「眠り姫」と呼ばれている。サンドアート製作が得意でその道では有名人。江ノ島近くの砂浜で行われるサンドアートコンテストへの出展を目指しており、作品のモチーフを探している。
橘 なつみ
声：白石涼子
主人公の1年後輩。実家である甘味処「橘」の看板娘。聡美とは親友で、暴走を抑えるツッコミ役。スポーツ少女でもあり、江ノ島で行われる遠泳大会での優勝を目指して、日々トレーニングに励んでいる。
長谷川 聡美
声：氷上恭子
主人公の1年後輩。常にビデオカメラを持ち歩いている、自称「湘凰の記録係」。父親は主人公たちがタイムカプセルを埋めたときの担任・長谷川竜平（ドラゴン先生）で、その様子を映した8ミリフィルム（オープニングムービーの前半）を観たことで、自分も人の心に残る映画を撮りたいと思うようになった。
白石 みお
声：小暮英麻
主人公の1年後輩。カワイイもの好きで子どもっぽい性格。思い込みが激しくおっちょこちょいなので、トラブルメーカーでもある。アルバイトを通じて知り合ったさおりに憧れている。女子校の源氏山中学に通っているが、親密になると主人公を慕って湘凰学園を受験してくる。
綾崎 操
声：増田ゆき
綾崎三姉妹の次女。主人公の同級生。可憐な容姿とは裏腹に勝気な性格で男嫌い。剣道部に所属しており、県内有数の実力を持つ。湘凰学園男子生徒の天敵であり、不埒なことをしていると誤解されると竹刀で粛清されてしまう。逆にその凛々しさから、女子生徒には人気がある。お嬢様だが、車での送迎を嫌がり、自転車で通学している。
綾崎 雛乃
声：浅井清己
綾崎三姉妹の三女。病弱でおとなしく、登校拒否気味。それぞれ優れた才能を持つ姉2人にコンプレックスがある。学問の守り神を祭るダイスケ神社で巫女を務めている。動物や植物の心が分かり、よく鳥と話をしている。優しくしてくれた主人公に一目惚れしたことで、自分を変える努力を始め、所属する茶道部の活動場所である湘凰池の保全に取り組む。
綾崎 静音
声：高森奈緒
綾崎三姉妹の長女。主人公の2年先輩で、湘凰学園の生徒会長を務めている。おしとやかな大和撫子で分け隔て無く優しく、全校生徒の憧れの的。物語中盤で学園を卒業し、京都・嵐山の女子大学に進学する。名家の長女として、持ち込まれる縁談やしきたりの束縛を受けており、内心では自由を求めている。
山下 杏子
声：松崎史子
主人公の担任で保健体育を担当、校医も兼任。主人公を「若造」と呼ぶ。自由奔放な性格で一見不良教師のようだが、面倒見がよく生徒から慕われている。あまり学校に出てこない藍子と雛乃のことを心配しており、主人公に協力を求める。
野々村 大地
声：阪口周平
7人の幼なじみの一人で、主人公とはいわゆる悪友。軟派な性格でよく騒動を巻き起こすが、男気があり面倒見もいい。勉強は苦手だがスポーツ万能でサッカー部に所属、バイクの免許も持っている。実家は湘凰寺という寺だが、坊主頭になるのが嫌なため、家業を継ぐか悩んでいる。犬が苦手。
結城 拓馬
声：石田彰
7人の幼なじみの一人。シャイで孤独を愛する少年。中等部のときにスカウトされて芸能活動を始め、歌手や俳優として活躍している。芸能界という特殊な環境から人間不信に陥っており、学園に来ることも少なくなったため、主人公たちとも疎遠になっている。妹のさなを何よりも大切にしている。
結城 さな
声：木川絵理子
拓馬の妹。彼女も芸能界でチャイドルとして活動中。おマセな性格をしており、数少ない兄の親友である主人公に興味を持ち、多彩な演技で誘惑してくる。物語の中盤で中等部に進学し、チャイドルも引退するが、将来は再び芸能界に戻り、アイドル歌手となる。
滝沢 峻
声：青木誠
7人の幼なじみの一人で、彼のみ１つ年上で頼れるリーダー的存在。品行方正な秀才で、高等部の生徒会副会長を務めており、後に静音の後を継いで生徒会長になる。小学生の頃はいじめを受けており、主人公たちの協力で助けられたため、恩義を感じている。実家は獣医で、将来はイルカを診る獣医を目指している。
高倉 宏美
声：峯香織
主人公の1年後輩で、中等部の生徒会長を務める少年。綾崎家と並ぶ名家・高倉家の御曹司で、少々傲慢で自己中心的な言動を見せるが、正義感が強く行動力もある。生徒会の先輩である峻に憧れている。剣道の腕前は県内トップクラスで、操をライバル視している。
日下部リュウジ
声：伊丸岡篤
サーファー。藍子のサーフィンの師匠で、バイト先のボードショップの店長。気さくな性格で、藍子のことを見守っており、主人公にもサーフィンを教えてくれる。彼もまた鎌倉育ちで、杏子の幼なじみ。杏子とはお互い意識しつつも付かず離れずの関係だが、主人公が藍子との仲を深めていくと彼らも結ばれることになる。
麻生樹
声：山戸恵
通学時の江ノ電の車窓から見かける男装の少女。ずっと海をみつめており、話しかけても素っ気無く返されてしまう。周囲の大人たちはその境遇や行動を理解し温かく見守っているが、主人公が樹に関わることは容易に許してくれない。
俗に言う隠しキャラクターであるが、ストーリーは用意されていない。
操・雛乃・静音の3人は、『センチ』『2』に登場する綾崎若菜の従姉妹である。

## 主題歌
オープニングテーマ
- 「風のささやき」
  - 原詩：大倉らいた / 作詞・作曲：濱田智之 / 編曲：幡手康隆 / 歌：仁科あゆみ（堀江由衣）、篠原さおり（松来未祐）、永瀬藍子（今井麻美）

エンディングテーマ
- 「想い出がいっぱい」
  - 作詞：阿木燿子 / 作曲：鈴木キサブロー / 編曲：幡手康隆 / 歌：SPガールズ[メンバー 1]

## メール企画
正式名称は「センプレメールチャム!」という。まだ名前が明かされていなかったヒロイン達とメールアドレスの登録をしてメールをやりとりし、その内容が作品に反映されるという企画だった。2000年8月12日のインターチャネルファン感謝デーで初めて公開され、2000年9月1日からサービス開始、2001年3月末日付けで終了の予定だったが、プレリュードそのものの発売延期により2003年9月1日までサービスが続行された。以下概要を説明する。
- 入会金は1000円。当時の時勢を考えれば表示価格は税別と推測される。その他BIGLOBEの会員になったり、テーマパーク共通カードなるものの購入などが必要だった。
- 機械的な返事ではなく、担当者がキャラになりきり、一人一人に対して返信する。
- 登録するとファーストメールが送られてくる。しかしヒロインは自分では選択出来ずランダムだったという報告がある。
- 一通送信（こちらからの送信）ごとに140円（税別）の通信料が必要になる。のち15回分の回数券を購入できるようになった。特典は2100円程度のものが2000円程度になる。
- ある程度会話が進むとヒロインから新しいヒロインを紹介してもらえる。実際は2001年4月1日にまとめて紹介された模様。
- 当初は専用のメールフォームからの通信だった。しかし後にフリーメールソフトや携帯電話からの通信も可能になった。
- バレンタインデーにヒロインからプレゼント（チョコレート）が送られてくる。
- 交換を続けているとヒロインからパスワードをもらえる。それが作中で何らかの要素を発揮するとあったが、作品内ではそのパスワードを使用する局面が確認されていない。後に製作側から「『メールチャム!』の要素を取り入れられませんでした」という弁解がなされている。

### ユニットメンバー
1. ↑  仁科あゆみ（堀江由衣）、篠原さおり（松来未祐）、永瀬藍子（今井麻美）、二ノ宮遙（浅野るり）、橘なつみ（白石涼子）、長谷川聡美（氷上恭子）、白石みお（小暮英麻）、綾崎操（増田ゆき）、綾崎雛乃（浅井清己）、綾崎静音（高森奈緒）、結城さな（木川絵理子）、山下杏子（松崎史子）